# Bílkove Humence
Bílkove Humence es un municipio de Eslovaquia situado en el distrito de Senica, en la región de Trnava.

## Geografía
El municipio está localizado en una altitud de 242 metros y tiene una área de 4,090 km². Su población estimada, a fines de 2023, es de 193 habitantes.

## Demografía
| Año        | 1994 | 2004     | 2014    | 2024    |
| ---------- | ---- | -------- | ------- | ------- |
| Población  | 246  | 217      | 206     | 194     |
| Diferencia |      | −11,78 % | −5,06 % | −5,82 % |

| Año        | 2023 | 2024    |
| ---------- | ---- | ------- |
| Población  | 193  | 194     |
| Diferencia |      | +0,51 % |